# 蠕形石鱉屬
蠕形石鱉屬（學名：Helminthochiton），是鱗側石鱉科下已滅絕的一屬，生存於奧陶紀至二疊紀，棲息在溫暖的海洋中，以藻類為食。
本屬的Helminthochiton thraivensis後來被劃為一獨立新屬Phthipodochiton。

## 特徵
牠們巨大的殼體由八片方形的殼板組成，上有小顆粒和稜紋。後七片殼板後方有兩個小凸緣，埋在身體周遭的環形肌肉中，相互交疊。第一片殼板沒有凸緣，呈半圓形。整個殼體沿背部縱軸形成一列粗鈍的龍骨狀。

## 物種[1]
- Helminthochiton papilio Whidborne, 1892
- Helminthochiton riddlei Frederickson, 1962
- Helminthochiton simplex Raymond, 1910

## 外部連結
- Helminthochiton in the Paleobiology Database